# Ao Tegen
Ao Tegen –en xinès, 敖特根– (12 de juliol de 1975) és un esportista xinès que va competir en judo, guanyador d'una medalla de bronze al Campionat Asiàtic de Judo de 1996 en la categoria de –86 kg.

## Palmarès internacional
| Campionat Asiàtic | Campionat Asiàtic      | Campionat Asiàtic | Campionat Asiàtic |
| Any               | Lloc                   | Medalla           | Categoria         |
| ----------------- | ---------------------- | ----------------- | ----------------- |
| 1996              | Ho Chi Minh ( Vietnam) | 3                 | –86 kg            |